# Picos Airport
Picos Airport är en flygplats i Brasilien.   Den ligger i kommunen Picos och delstaten Piauí, i den östra delen av landet, 1 200 km nordost om huvudstaden Brasília. Picos Airport ligger 334 meter över havet.
Terrängen runt Picos Airport är kuperad åt nordväst, men åt sydost är den platt. Närmaste större samhälle är Picos, 6,5 km öster om Picos Airport. 
Omgivningarna runt Picos Airport är huvudsakligen savann. Runt Picos Airport är det glesbefolkat, med 10 invånare per kvadratkilometer.